# Mask ROM
Mask ROM (MROM) je vrsta ROM memorije čiji sadržaj je programiran integrisanim kolom od strane proizvođača (retko od strane korisnika). Termin mask potiče od načina proizvodnje integrisanih kola gde su delovi čipa maskirani tokom procesa fotolitografije.
Uobičajena je praksa da se koristi ponovo upisiva memorija – kao što je UV-EPROM ili EEPROM – u toku razvojne faze projekta, a zatim da se pređe na mask ROM kada se kodiranje završi. Na primer, Atmel mikrokontroleri dolaze i u EEPROM i u mask ROM formatu.
Glavna prednost mask ROM memorije je cena. Po bitu, mask ROM memorija je povoljnija od bilo koje druge poluprovodničke memorije. S' obzirom da cena integrisanog kola strogo zavisi od njegove veličine, mask ROM je znatno jeftinija od bilo koje druge vrste poluprovodničke memorije.
Međutim, troškovi jednokratnog maskiranja su veliki a i potrebno je dosta vremena da se dođe od faze dizajna do faze proizvoda. Greške u dizajnu su skupe: ako se utvrdi greška u dizajnu ili kodu, mask ROM je beskorisan i mora biti zamenjen ukoliko je potrebno izmeniti podatke ili kod.
Neka integrisana kola sadrže samo mask ROM. Od 2003. godine, četiri kompanije proizvode većinu mask ROM čipova Samsung Electronics, NEC Corporation, Oki Electric Industry, i Macronix.Шаблон:Update inline